# Andréia Laurence
Andréia Cozzi Sforzin  (São Paulo, 26 de abril de 1983) é uma voleibolista indoor brasileira, que atuando na posição de Central serviu a Seleção Brasileira  na conquista da medalha de prata no Campeonato Mundial Infanto-Juvenil de 1999 sediado em Portugal , assim como obteve o ouro no Campeonato Sul-Americano Juvenil de 2000 na Colômbia e o título do Campeonato Mundial Juvenil de 2001 na República Dominicana. Pela seleção principal disputou o Montreux Volley Masters de 2014 e a foi Campeã do Grand Prix de 2014. Em clubes conquistou o ouro no Campeonato Sul-Americano de Clubes de 2015 pelo Rexona Ades. E também 3 títulos de Superliga, 1 Finasa Osasco, 1 Rexona Ades e 1 Dentil Praia Clube. Como prêmios individuais Andreia foi a melhor bloqueadora da Liga Coreana na temporada 2006/2007 e melhor atacante da Superliga Brasileira no ano de 2013/2014. 
Andreia foi uma das poucas atletas a atuar como central, ponteira e oposta no alto rendimento. Ela iniciou a carreira como central no seu retorno às quadras após o nascimento do seu primeiro filho ela assume a posição de ponteira no time do Pinheiros em 2011/2012. Na temporada seguinte por uma contusão de uma colega de time ela assume a posição de oposta e se destaca na Superliga durante os anos seguintes. Destaque esse que a levou para uma convocação tardia, com 35 anos para integrar o grupo da Seleção Brasileira. Após passagens no times do Sesi e Brasília, Andréia encerra a carreira nas quadras com mais um título de superliga pelo time do Dentil Praia Clube.
Após aposentadoria Andreia faz uma edição de um Acampamento para atletas com a proposta de mostrar a jovens jogadoras o dia dia das atletas, onde elas treinaram, tiveram palestras, estudaram voleibol e conviveram com algumas estrelas do esporte. Infelizmente esse projeto só teve 1 edição por conta da pandemia e suas consequências.
O retorno da Andréia para o mundo do voleibol se dá através da NSports, onde ela comentava os jogos da Superliga pelo Canal Vôlei Brasil. Sempre muito sensata foi apelidada de “Fada sensata dos comentários” além de ser cogitada para as Olimpíadas de Tokyo pela Sportv, o que não se concretizou.
Grávida pela segunda vez, Andreia e seu marido investem em um Arena de esportes de areia, a Balli Beach, em São Bernardo do Campo. Onde hoje ela atua como professora de vôlei de praia e também de beach tennis, além de ter se tornando jogadora profissional do esporte chegando ocupar a posição 424 do mundo no ranking ITF.
Sem deixar o vôlei de lado ela assume os comentários em português da Liga Italiana, hoje ela acompanha todos do time do Conegliano da capitã da seleção brasileira , Gabriela Guimarães, nas telas da VBTV, um streaming totalmente dedicado ao vôlei.

## Carreira
Andréia é filha do advogado Dr. Cleodilson e Marina Sforzin , e sua trajetória no voleibol principia ainda no Colégio Augusto Laranja situado em São Paulo, tempos depois, precisamente em 1996  jogou pelo Clube Atlético Ypiranga depois jogou pelo Esporte Clube Pinheiros. Em 1998, obteve o título de vice-campeã  do Campeonato Metropolitana.
Andréia  iniciou em 1999 nas categorias de base do São Caetano e representou a Seleção Paulista no Campeonato Brasileiro de Seleções  de 1998 disputado em  Macaé-RJ conquistando o título desta edição.Em 1999 foi convocada para Seleção Brasileira para disputar o Campeonato Mundial Infanto-Juvenil sediado em Funchal-Portugal e conquistou nesta competição a medalha de prata.
Voltou a Seleção Brasileira em 2000, desta vez para representá-la no Campeonato Sul-Americano Juvenil sediado em Medellín-Colômbia e obteve o ouro e a qualificação para o Campeonato Mundial da categoria, tal competição ocorreu em 2001 na cidade de Santo Domingo-República Dominicana e ela a disputou, sagrando-se campeã mundial pela primeira vez e  na época foi eleita integrante da seleção do campeonato.
Andréa iniciou a carreira profissional jogando na posição de Central, e contratada pelo Pinheiros/Blue Life  sagrou-se vice-campeã do Campeonato Paulista de 2004 e competiu na Superliga Brasileira A 2004-05 quando encerrou por sua equipe na quinta posição e renovou com o mesmo clube para temporada seguinte, sendo novamente vice-campeã paulista em 2005 e por este disputou a Superliga Brasileira A 2005-06 e  repetiu a colocação da edição anterior nesta edição.
Transferiu-se para o voleibol sul-coreano e por oito meses defendeu o  GS Caltex na V-League 2006-07 encerrando nesta competição em quarto lugar,  registrando  424 pontos em 89 sets disputados em um total de 24 jogos, foi eleita a Melhor Bloqueadora da  edição, nesta passagem pelo voleibol sul-coreano ela entrou para história como a primeira estrangeira  atuar na  Liga deste país.
Retornou ao voleibol nacional para equipe do Finasa/Osasco, disputando por este os Jogos Regionais no Guarujá de 2007 conquistando o ouro e no mesmo ano disputou também a Copa São Paulo  sendo o vice-campeã nesta edição e obteve o título do Campeonato Paulista de 2007 além do vice-campeonato obtido na Copa Brasil de 2007 e contribuiu para seu clube avançar as semifinais da Superliga Brasileira A 2007-08 encerrando com o vice-campeonato da edição.
Na jornada esportiva 2008-09 competiu pelo São Caetano/Blausiegel, conquistando em 2008: o título dos Jogos Regionais  de Santo André,  o vice-campeonato  da Copa Brasil , foi prata nos Jogos Abertos de Piracicaba e foi bronze na edição deste ano do Campeonato Paulista e encerrou a temporada contribuindo para seu clube avançar as semifinais na Superliga Brasileira A de 2008-09 encerrando com o bronze da competição.
O  Sollys/Osasco a contrata para  as competições de 2009-10 e obteve o ouro nos  Jogos Abertos de São Caetano do Sul, vice-campeã paulista em 2009,conquistou a medalha de ouro no Campeonato Sul-Americano de Clubes de 2009 sediado em Lima-Peru e no mesmo ano disputou a Copa Banco BMG em Recife-Pernambuco  também conquistando o outro do torneio e disputou a Superliga Brasileira A 2009-10 pelo mesmo clube e conquistou o título da edição.
Nasceu seu primeiro filho  Nicholas em 2010, retornando para as competições da temporada 2010-11 , mudou de posição, passando atuar como Ponteira.
Retornou ao Pinheiros cujo contrato perdurou por três temporadas consecutivas; disputou já atuando como Oposta na Superliga Brasileira A 2011-12 e encerrou na nona posição nesta competição.Na temporada 2012-13 conquistou pelo Pinheiros o sexto lugar na correspondente Superliga Brasileira A e em sua última temporada por este clube  repetiu a mesma colocação obtida anteriormente na Superliga Brasileira A 2013-14 foi eleita a segunda maior pontuadora da edição e melhor atacante e foi convocada pela primeira vez para Seleção Brasileira  na categoria adulto pelo técnico José Roberto Guimarães para disputar o Montreux Volley Master de 2014.
Disputou o Montreux Volley Master de 2014 vestindo a camisa#7 encerrou na quinta posição.A  Unilever a contratou para as competições da jornada esportiva 2014-15.
Foi convocada para Seleção Principal para disputar o Grand Prix de 2014, cuja fase final deu-se em Tóquio-Japão e vestiu a camisa#7 na conquista da medalha de ouro nesta edição.

## Títulos e resultados
- Campeã BT 10 Macena Open 2023 (Beach Tennis)
- 2017/2018 Campeã da Superliga Dentil Praia Clube
- 2015 Campeã Sul Americana de Clubes Rexona/Ades
- 2014/2015 Campeã da Superliga Rexona/Ades
- 2014/2015 Campeã do Grand Prix - Tokyo
- 2014-5º lugar do Montreux Volley Masters (Montreux)[38]
- 2013-14-6º lugar da Superliga Brasileira A[34]
- 2012-13-6º lugar da Superliga Brasileira A[33]
- 2011-12-9º lugar da Superliga Brasileira A[32]
- 2009-10– Campeã da Superliga Brasileira A [3]
- 2009-Campeã da Copa Banco BMG[25]
- 2009-Vice-campeã do Campeonato Paulista[22]
- 2009-Campeã dos Jogos Abertos de São Caetano do Sul[3]
- 2008-09-3º lugar da Superliga Brasileira A[3]
- 2008- 3º lugar do Campeonato Paulista
- 2008-Vice-campeã do Copa Brasil[19]
- 2008-Campeã dos  Jogos Regionais de Santo André[18]
- 2008- Campeã do Jogos Abertos de Piracicaba[20]
- 2007-08– Vice-campeã da Superliga Brasileira A [6]
- 2007-Vice-campeã do Copa Brasil[15]
- 2007-Campeã do Campeonato Paulista [3]
- 2007- Vice-campeã do Copa São Paulo[14]
- 2007-Campeã dos  Jogos Regionais do Guarujá [13]
- 2006-07-4º lugar da V-League (Coreia do Sul) [9]
- 2005-06– 5º lugar da Superliga Brasileira A [6]
- 2005-Vice-campeã do Campeonato Paulista[7]
- 2004-05– 5º lugar da Superliga Brasileira A [6]
- 2004-Vice-campeã do Campeonato Paulista[5]
- 1998-Campeã do Campeonato Brasileiro de Seleções (Juvenil) [3]
- 1998-Vice-campeã do Campeonato Metropolitano de São Paulo

## Prêmios individuais
- Melhor Atacante da Superliga Brasileira A de 2013-14[35]
- Melhor Bloqueadora da V-League (Coreia do Sul)  de 2006-07[10]